# Dicranomyia (Melanolimonia) pseudomorio
Dicranomyia (Melanolimonia) pseudomorio is een tweevleugelige uit de familie steltmuggen (Limoniidae). De soort komt voor in het Palearctisch gebied.